# Kay Kendall
Kay Kendall (Withernsea, Yorkshire, 21 de mayo de 1927-Londres, 6 de septiembre de 1959) fue una actriz inglesa ganadora del Globo de Oro en 1957. Una destacada comediante fallecida tempranamente a causa de leucemia fulminante.

## Carrera
Su padre fue el actor de vodevil Terry McCarthy y su abuela era la actriz y cantante Marie Kendall (1873–1964). Era hermana del actor Cavan Kendall; sobrina del director de fotografía y director de cine Jack Cardiff. 
Después de obtener una formación como bailarina y cantante, aparece en algunas producciones, como César y Cleopatra (1945) o La noche y la ciudad (1950), pero sin acreditar; a lo largo de la década de los cincuenta trabaja regularmente en el cine a partir de Dance Hall (1950).
Obtuvo el Globo de Oro a la Mejor Actriz de Comedia o Musical por Les Girls (1957).
Mantuvo una relación con Sydney Chaplin, hijo de Charlie Chaplin y Lita Grey Chaplin. En 1955 comenzó un romance con el actor Rex Harrison, en aquel entonces casado con Lilli Palmer. Cuando Harrison supo del diagnóstico terminal de Kendall, Palmer y Harrison se separaron de común acuerdo para que él cuidara a la paciente. El matrimonio duró dos años. Palmer y Harrison planeaban casarse otra vez pero ella terminó casándose con el actor argentino Carlos Thompson.
Fue una de las más cercanas amigas de Audrey Hepburn.
Murió el 6 de septiembre de 1959, en Londres (Inglaterra), a causa de una leucemia mieloide a los 32 años de edad.